# Marktstraat (Sneek)
De Marktstraat is een straat in de binnenstad van Sneek.
De weg is vernoemd naar de markt die voorheen op de straat plaats had. Aan de Marktstraat bevindt zich het Stadhuis van Sneek. Andere bijzondere gebouwen aan de straat zijn onder meer de Waltastins, Wijnberg en het voormalige gemeentehuis van Wymbritseradiel. Voorheen stond hier ook de Waag; deze werd in 1945 door de bezetter in brand gestoken. Eerder had in 1925 al een brand plaats gehad in de straat, waardoor veel gebouwen schade opliepen.
Naast het stadhuis stond tot 1633 de Decama- of Gruitersmastins. De bijzondere breedte van de straat komt voort uit het dempen van een sloot. Deze sloot liep in de 15e eeuw tussen de Hemdijk en de woningen aan de zuidkant van de Marktstraat. 